# 엔리케 페르난데스 비올라
엔리케 페르난데스 비올라(스페인어: Enrique Fernández Viola; 1912년 6월 10일, 몬테비데오 ~ 1985년 10월 6일, 몬테비데오)는 줄여서 엔리케 페르난데스(스페인어: Enrique Fernández)로 알려진 우루과이의 축구 선수이자 감독으로, 현역 시절 나시오날, 타예레스 RE, 인데펜디엔테, 바르셀로나, 우루과이 국가대표팀, 그리고 카탈루냐 대표팀에서 활약하였다. 그는 감독으로서 나시오날을 이끌고 2차례 우루과이 프리메라 디비시온을 우승했고, 바르셀로나와 레알 마드리드를 이끌고 모두 라 리가를 석권했었다. 그는 라도미르 안티치와 함께 바르셀로나와 마드리드 감독을 맡아본 유이한 감독이며, 두 구단을 이끌고 라 리가 정상에 올라본 유일한 감독이다. 그는 우루과이 몬테비데오 출신이다.

## 선수 경력
1935년 1월, 나시오날에서 활약하던 페르난데스는 우루과이의 남미 축구 선수권 대회 우승을 도왔다. 그의 나시오날과 우루과이 국가대표팀 동료로는 엑토르 카스트로가 있었다. 그는 이후 바르셀로나에 입단하여 플러트코 페렌츠와 패트릭 오코넬 감독의 지도 하에 2번의 카탈루냐 선수권 대회 우승에 일조했고, 코파 데 에스파냐 결승에 진출했다. 당시 그의 바르셀로나 동료로는 조안 주제프 노게스, 주제프 에스콜라, 그리고 도메네크 발마냐가 있었다. 페르난데스와 발마냐는 0-1로 패한 에파뇰과의 경기에서 바르사 소속으로 라 리가 신고식을 치렀다. 그는 바르셀로나 소속으로 라 리가 17경기에 출장하여 8골을 기록하였다. 1936년 3월 29일에는 5-0으로 이긴 오사수나와의 해트트릭을 기록했고, 1936년 4월 4일에 열린 아틀레틱 빌바오와의 경기에서는 2골을 추가했다. 그는 1936년 4월 19일, 2-2로 비긴 에르쿨레스를 상대로 마지막 라 리가 경기를 치렀다.
바르셀로나 시절, 페르난데스는 카탈루냐 대표팀 경기에 세 번 출전했다. 1936년 1월 19일, 그는 레스 코르츠에서 체코슬로바키아의 시데니체를 상대로 주제프 사미티에르 헌정 경기를 치렀다. 그 날 카탈루냐 대표팀 일원으로ㅛ 출전한 선수들 중에는 사히바르바와 발마냐가 있었다. 그의 바르셀로나에서의 생활은 스페인 내전으로 끝났다. 내전이 발발할 당시, 그는 몬테비데오에 있었고, 구단은 당시 피난처에 머무를 것을 권고했다.

## 감독 경력
무릎 중상으로 축구화를 벗은 페르난데스는 감독이 되었고, 1946년에 나시오날을 이끌고 우루과이 리그를 우승했다. 1947년, 그는 다시 스페인 땅을 밟고 라 리가의 바르셀로나 감독이 되었다. 페르난데스는 벨라스코, 라마예츠, 그리고 에스타니슬라오 바소라로 구성된 선수단을 이끌고 1948년과 1949년에 두 번의 라 리가 우승을 거두었다. 그는 3년차에 구단 역사상 첫 라틴배를 우승했다. 이에도 불구하고, 바르셀로나는 라 리가를 5위로 마쳐 바통을 페르디난트 다우치크에게 넘기게 되었다.
바르셀로나를 떠난 페르난데스는 다시 나시오날의 감독이 되어 1950년에 또다시 우루과이 리그 정상에 올랐다. 1953-54 시즌, 그는 레알 마드리드의 사령탑에 취임하여 알프레도 디 스테파노, 프란시스코 헨토, 미겔 무뇨스, 루이스 몰로니, 그리고 엑토르 리알로 구성된 선수단을 이끌어 1933년 이래 마드리드의 첫 라 리가 우승을 달성했다. 그는 1954-55 시즌 초반의 10경기를 지휘했지만, 이후 지휘봉을 호세 비얄롱가에게 내주었다.
페르난데스는 1959-60 시즌에 베티스를 10경기 동안 지휘했다. 1961년 7월, 그는 우루과이를 이끌고 볼리비아와의 두 차례 1962 월드컵 예선 경기를 치렀다.

## 수상

### 선수
나시오날
- 프리메라 디비시온: 1933, 1934

우루과이
- 남미 축구 선수권 대회: 1935

바르셀로나
- 코파 데 에스파냐 준우승: 1936
- 카탈루냐 선수권 대회: 1934-35, 1935-36

### 감독
나시오날
- 프리메라 디비시온: 1946, 1950

바르셀로나
- 라 리가: 1947-48, 1948-49
- 라틴배: 1949

레알 마드리드
- 라 리가: 1953-54

콜로-콜로
- 프리메라 디비시온: 1956

### 일반
- Barça: A People's Passion (1998), Jimmy Burns. 서적 링크

### 상세
1. ↑  http://hemeroteca.elmundodeportivo.es/preview/1988/04/27/pagina-17/1142343/pdf.html